# Terraformação de Marte

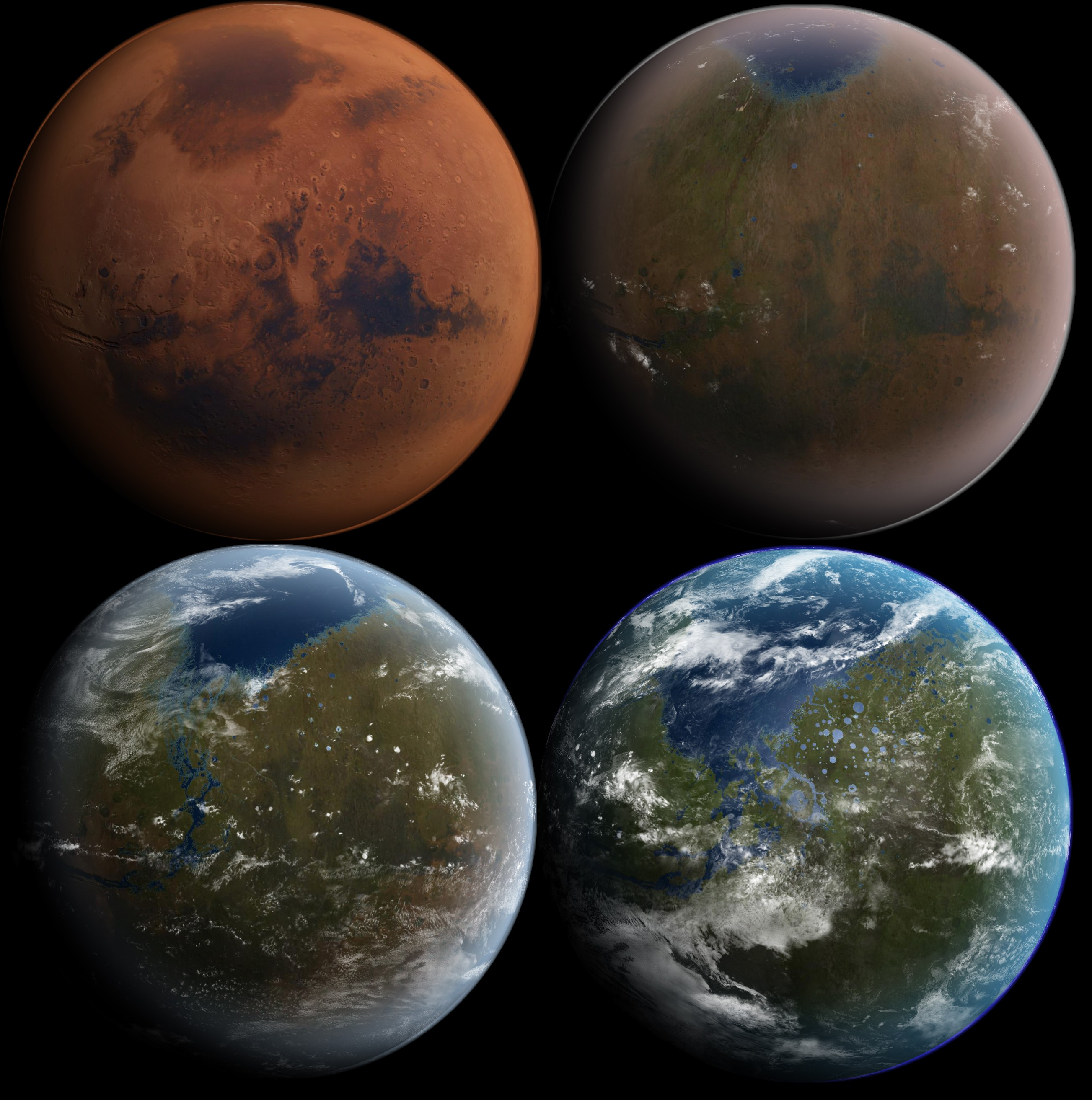
Concepção artística de como seria o processo de terraformação de Marte.

A terraformação de Marte é um processo hipotético de engenharia planetária pelo qual o clima, atmosfera, superfície e outras propriedades naturais conhecidas do planeta Marte seriam deliberadamente alteradas com o objetivo de tornar o ambiente de grandes áreas de Marte mais favoráveis aos assentamentos humanos, e assim tornando muito mais segura e sustentável a colonização humana no planeta.
O conceito baseia-se no pressuposto de que o ambiente de um planeta pode ser alterado por meios artificiais. Vários métodos têm sido propostos, alguns dos quais envolvem custos econômicos e ambientais proibitivos, enquanto outros são tecnologicamente inviáveis. Em 2018, com a tecnologia existente, a terraformação de Marte não é possível. Qualquer mudança climática induzida em curto prazo é proposta para ser impulsionada pelo aquecimento oriundo do efeito estufa, que seria produzido por um aumento no dióxido de carbono (CO2) e um consequente aumento na quantidade de vapor de água na atmosfera marciana. No entanto, Marte não retém dióxido de carbono suficiente que poderia ser adicionado na sua atmosfera para aquecê-lo. Neste caso, a importação de gases do efeito estufa seria uma solução para isso, embora impraticável, esta é uma ideia a ser estudada, mas também sofre do problema de que Marte é incapaz de manter grande parte da atmosfera.

## Motivação e ética

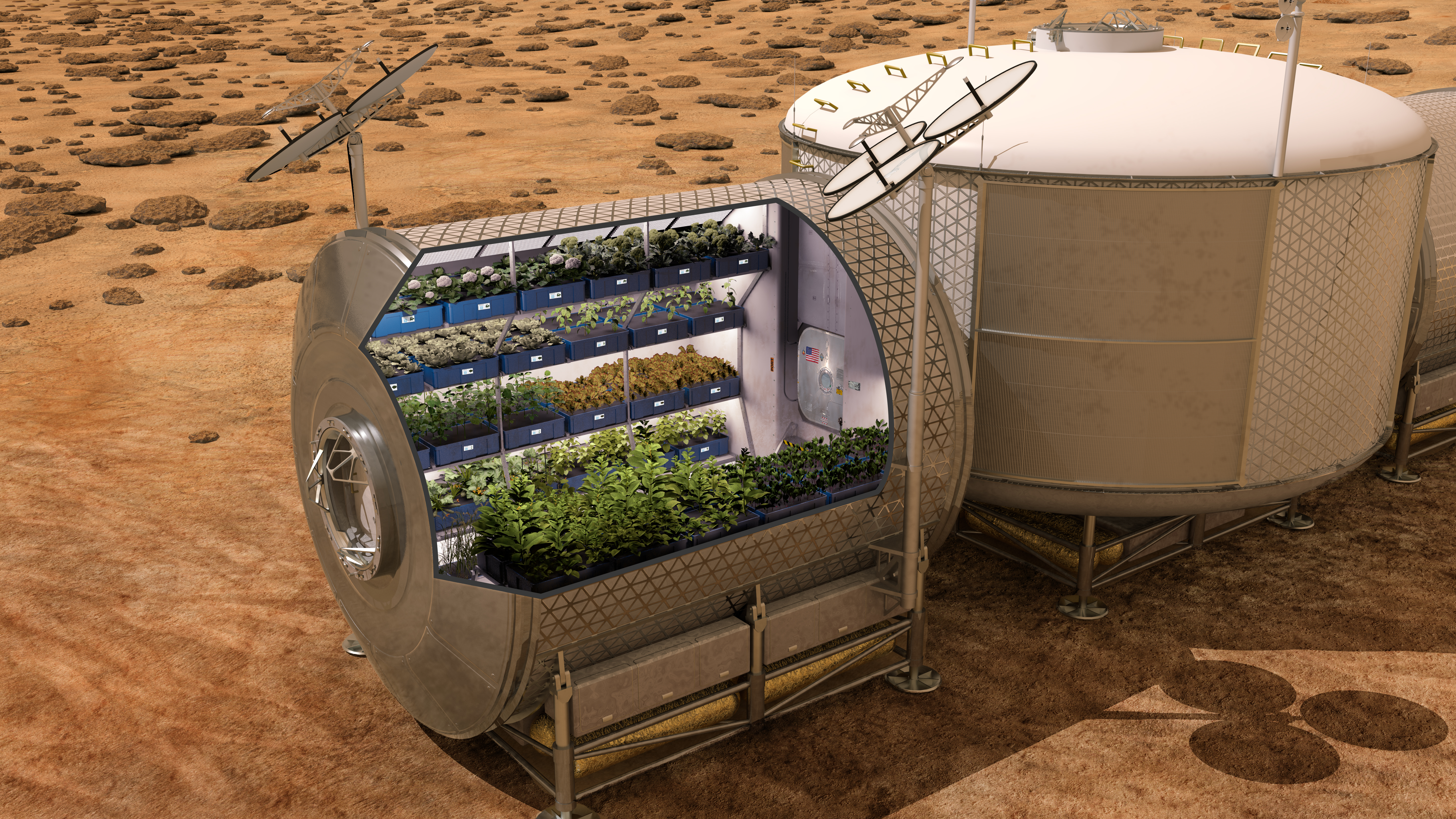
Ilustração de plantas crescendo em uma base imaginária em Marte.

O futuro crescimento da população e o consequente aumento da demanda por recursos naturais poderá requisitar a colonização humana de outros corpos celestes do Sistema Solar, tal como Marte, a Lua e os outros planetas internos, além do cinturão de asteroides. A colonização espacial facilitaria a coleta e a extração de energia e dos recursos naturais do Sistema Solar.
Além disso, no caso de uma catastrófica extinção em massa, tal como em um evento de impacto, as espécies terrestres, incluindo os seres humanos, poderiam viver nesse segundo planeta habitável.
Em muitos aspectos, Marte é o mais semelhante à Terra de todos os outros planetas do Sistema Solar. Acredita-se que Marte, no início de sua história geológica, teve um ambiente parecido com o da Terra, com água abundante e uma atmosfera mais espessa que foi perdida ao longo de centenas de milhões de anos. Considerando a semelhança e a proximidade, Marte seria o alvo mais eficiente e eficaz de terraformação dentro do Sistema Solar.
Considerações éticas da terraformação envolvem o potencial deslocamento ou a destruição da vida nativa de Marte, se tal vida existir, ainda que em forma microbiana.

## Desafios e limitações
O ambiente marciano apresenta vários desafios a serem superados para o processo de terraformação, e a extensão da terraformação pode ser limitada por alguns fatores ambientais fundamentais. Aqui está uma lista de algumas coisas em que Marte difere da Terra, e que a terraformação procura abordar:
- Níveis de luz solar reduzidos (Marte recebe cerca de 59% da iluminação solar que a Terra recebe);[10]
- Gravidade baixa (a gravidade marciana equivale a somente 38% a terrestre);
- Atmosfera tóxica e rarefeita;
- Pressão atmosférica cerca de 100 vezes menor do que a da Terra;
- Níveis de radiação solar, cósmica e ionizante mais altos do que na superfície terrestre;[11]
- Temperatura média de −63 °C (210 K) em comparação com a média de 14 °C (287 K) da Terra;[12]
- Instabilidade molecular, as ligações entre átomos se quebram em moléculas críticas, como as compostos orgânicos;
- A água líquida é escassa ou inexistente;
- Ocorre tempestades de poeira globais;
- Não existem fontes naturais de alimento;
- Solo tóxico e estéril;[13][14]
- Ausência de um campo magnético eficiente para proteger a superfície contra o vento solar.

### Baixa gravidade e pressão
A gravidade superficial em Marte é equivalente a 38% a da Terra. Não se sabe se isso é suficiente para prevenir os problemas de saúde associados à ausência de gravidade.
A atmosfera de CO2 de Marte tem cerca de 1% da pressão atmosférica da Terra ao nível do mar. Estima-se que há gelo de CO2 suficiente no regolito e nas calota polares para formar uma atmosfera de 30 a 60 kPa se o CO2 for liberado pelo aquecimento planetário. O reaparecimento de água líquida na superfície marciana aumentaria os efeitos de aquecimento e densidade atmosférica, mas a gravidade mais baixa de Marte requer 2,6 vezes mais massa de ar do que na Terra para obter a pressão ideal de 100 kPa na superfície. Outros materiais voláteis adicionais para aumentar a densidade da atmosfera de Marte deveriam ser fornecidos a partir de uma fonte externa, neste caso, o redirecionamento de vários asteroides maciços contendo amônia (NH3) como fonte de nitrogênio seriam uma boa solução.

### Respiração em Marte
As condições atuais na atmosfera marciana, a menos de 1 kPa de pressão atmosférica, estão significativamente abaixo do limite de Armstrong (que é de 6 kPa), onde a pressão muito baixa faz com que líquidos corporais expostos, como saliva, lágrimas e líquidos que lubrificam os alvéolos pulmonares fervam. Sem um traje pressurizado, nenhuma quantidade de oxigênio respirável liberada por qualquer meio iria sustentar a vida de respiração aeróbica por mais de alguns minutos. Num relatório técnico da NASA, após a exposição a pressão abaixo do limite de Armstrong, um sobrevivente relatou que sua última lembrança consciente era de que a água em sua língua começou a ferver. Nessas condições, os seres humanos morreriam em questão de minutos, a menos que uma ação fornecesse suporte à vida.
Se a pressão atmosférica de Marte pudesse subir acima de 19 kPa, já não seria mais necessário o uso de um traje pressurizado. Os humanos só precisariam usar uma máscara que fornecesse oxigênio a 100% sob pressão positiva. Um aumento adicional para 24 kPa na pressão atmosférica permitiria uma máscara simples fornecendo oxigênio puro. Isso pode ser semelhante a alpinistas que se aventuram em pressões abaixo de 37 kPa, onde uma quantidade insuficiente de oxigênio frequentemente resulta em mortes por hipóxia. No entanto, se o aumento da pressão atmosférica fosse obtida com o aumento de CO2 (ou outro gás tóxico), a máscara teria que garantir que o gás não entrasse no aparelho de respiração. Concentrações de CO2 tão baixas quanto 1% causam sonolência em humanos, concentrações de 7% a 10% podem causar asfixia, mesmo na presença de oxigênio suficiente.

### Combate aos efeitos da radiação espacial
O planeta Marte não possui um campo magnético global eficiente, isso significa que o vento solar interage diretamente com a atmosfera de Marte, levando à formação de uma magnetosfera fraca a partir de canais do campo magnético. Isto cria desafios para a atenuação da radiação solar e também dificulta a retenção de uma atmosfera, causando o escape atmosférico.
Acredita-se que a falta de uma magnetosfera significativa seja uma das razões para a fina atmosfera de Marte. A ejeção induzida pelo vento solar nos átomos atmosféricos de Marte foi detectada por sondas orbitais, indicando que o vento solar removeu a atmosfera marciana ao longo do tempo. A camada de ozônio da Terra fornece proteção adicional, a luz ultravioleta é bloqueada antes de dissociar a água em hidrogênio e oxigênio.
Restaurar os pólos magnéticos marcianos ou fornecer uma magnetosfera eficiente para o planeta, é considerado essencial para restaurar a atmosfera marciana, para que a água possa fluir em estado líquido. No entanto, isso só resolveria uma das maneiras do escape atmosférico de Marte, pois a perda atmosférica também é causada devido a mecanismos térmicos.

## Vantagens

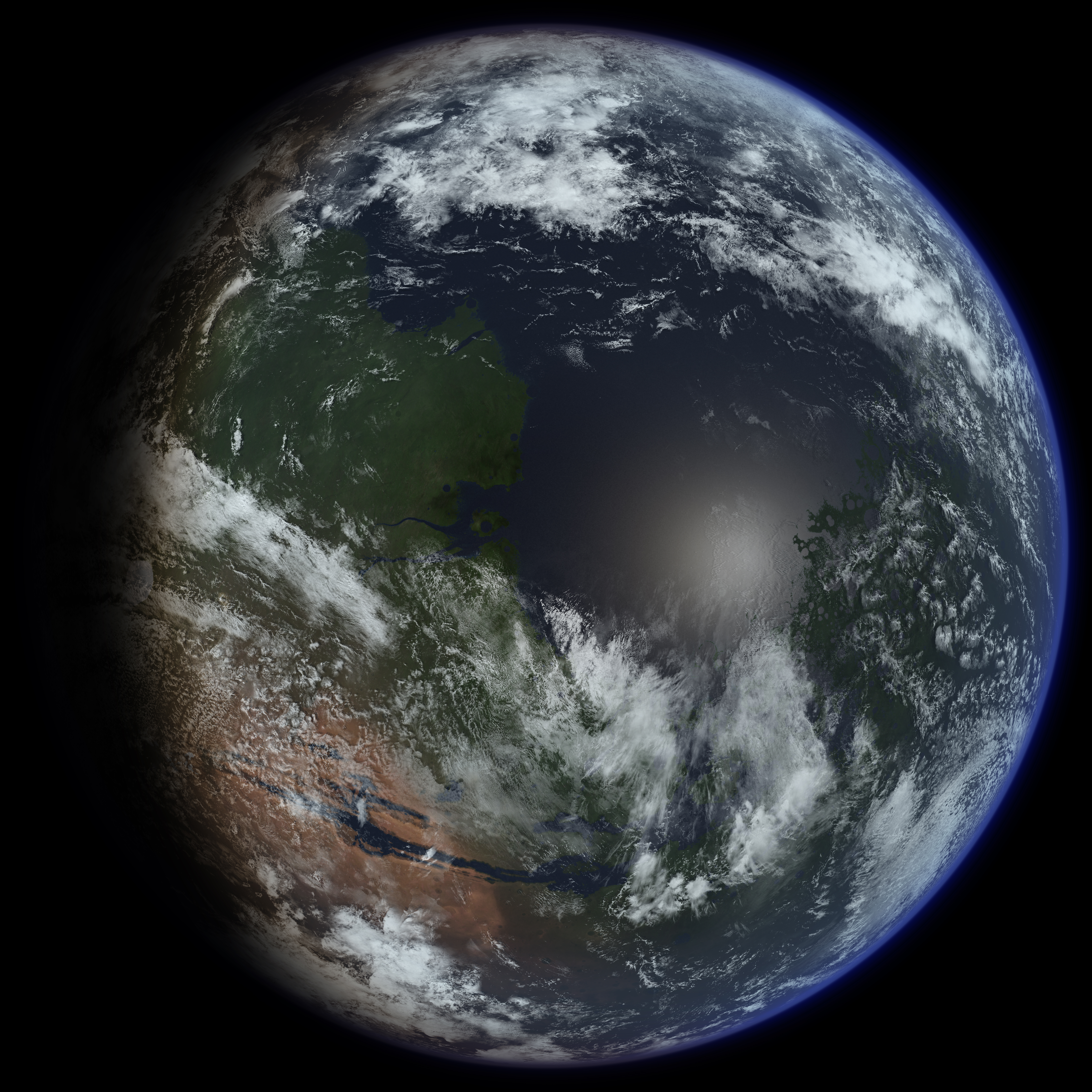
Imagem hipotética de Marte já terraformado.

Segundo os cientistas, Marte encontra-se na borda externa da zona habitável, uma região do Sistema Solar onde a água líquida na superfície pode ser sustentada se os gases de efeito estufa concentrados puderem aumentar a pressão atmosférica. A falta de um campo magnético e de atividade geológica no planeta pode ser um resultado de seu tamanho relativamente pequeno, o que permitiu que o interior de Marte esfriasse mais rapidamente que o da Terra, embora os detalhes de tal processo ainda não sejam bem compreendidos.
Há fortes indícios de que Marte já teve uma atmosfera tão espessa quanto a da Terra durante um estágio anterior de seu desenvolvimento, e que sua pressão sustentava água líquida abundante na superfície. Embora a água pareça ter estado presente na superfície marciana, o gelo subterrâneo existe atualmente das latitudes médias aos pólos. O solo e a atmosfera de Marte contêm muitos dos principais elementos cruciais para a vida, incluindo enxofre, nitrogênio, hidrogênio, oxigênio, fósforo e carbono.
A mudança climática induzida no curto prazo provavelmente seria impulsionada pelo aquecimento oriundo do efeito estufa produzido por um aumento no dióxido de carbono (CO2) atmosférico e um consequente aumento do vapor de água no planeta. Estes dois gases são as únicas fontes prováveis de aquecimento que estão disponíveis em grandes quantidades no ambiente de Marte. No entanto, a gravidade em Marte não é forte o suficiente para segurar o vapor de água, que acabaria escapando para o espaço. Grandes quantidades de gelo de água (H2O) existem abaixo da superfície marciana, bem como na superfície dos pólos, onde é misturado com gelo seco (CO2). Quantidades significativas de água estão localizadas no polo sul de Marte, que, se derretido, corresponderia a um oceano plano de profundidade de cerca de 5 a 11 metros. O dióxido de carbono (CO2) congelado nos pólos sublima para a atmosfera durante os verões marcianos, e pequenas quantidades de resíduos de água são deixadas para trás, ventos rápidos varrem os pólos a velocidades próximas de 400 km/h. Essa ocorrência sazonal transporta grandes quantidades de poeira e gelo de água para a atmosfera, formando nuvens de gelo semelhantes às da Terra.
A maior parte do oxigênio na atmosfera marciana está presente com o dióxido de carbono (CO2), que é o principal componente atmosférico. O oxigênio molecular (O2) existe apenas em quantidades mínimas, já que Marte não possui gravidade suficiente para mantê-lo. Grandes quantidades de oxigênio elementar também podem ser encontradas na ferrugem (Fe2O3) que cobre a superfície marciana na forma de per-nitratos. Uma análise das amostras de solo coletadas pela sonda Phoenix indicou a presença de perclorato, que tem sido usado para liberar oxigênio em geradores químicos. A eletrólise poderia ser empregada para separar a água de Marte em oxigênio e hidrogênio se houvesse água líquida e eletricidade suficientes. No entanto, se liberados na atmosfera, eles escapariam para o espaço.

## Métodos propostos e estratégias

### Sublimação do dióxido de carbono
Existe atualmente quantidade suficiente de dióxido de carbono em estado de gelo no pólo sul de Marte, e este tem sido absorvido pelo solo marciano em ciclos de sublimação e vaporação que ocorrem com as mudanças de temperatura entre as estações. Aumentando a temperatura do planeta, fará com que a este gelo de dióxido de carbono vaporize, aumentando assim a concentração de dióxido de carbono na atmosfera e também aumentando a pressão atmosférica, esta última aproximadamente até 30 kPa (0,3 atm, ou seja, quase 1/3 da atmosfera da Terra), o que é comparável a altitude no pico do Monte Everest, onde a pressão atmosférica gira em torno de 33,7 kPa (0,337 atm). Embora este gás não seja respirável pelos seres humanos, sua liberação na atmosfera fará a pressão atmosférica ser superior ao limite de Armstrong, permitindo assim a presença de seres humanos sem a necessidade de estes vestirem trajes espaciais, mas ainda assim máscaras de oxigênio serão necessárias.
Fitoplâncton geneticamente modificado pode também ser inserido em Marte, a fim de converter este dióxido de carbono em oxigênio, processo no qual reduzirá o efeito estufa de Marte, embora transforme-o em um lugar mais habitável. De acordo com a lei de Henry, a passagem do oxigênio da água (onde viverão os fitoplânctons) para a atmosfera se dará muito mais rápido do que se ocorresse na Terra.
| Elementos                | Marte               | Terra                 |
| ------------------------ | ------------------- | --------------------- |
| Pressão                  | 0,6 kPa (0,087 psi) | 101,3 kPa (14,69 psi) |
| Dióxido de carbono (CO2) | 96,0%               | 0,04%                 |
| Argônio (Ar)             | 2,1%                | 0,93%                 |
| Nitrogênio (N2)          | 1,9%                | 78,08%                |
| Oxigênio (O2)            | 0,145%              | 20,94%                |

### Importação de amônia
Outro método mais complicado usa amônia como um poderoso gás de efeito estufa. É possível que grandes quantidades de amônia existam sob forma de gelo em vários corpos celestes menores, assim como em cometas ou luas do Sistema Solar externo. Pode ser possível transportar estas quantidades (ou arremessá-las, no caso dos cometas) para a atmosfera de Marte, devido ao fato da amônia ter quase metade da massa do gás nitrogênio ou oxigênio (apenas um átomo de nitrogênio e três de hidrogênio, o que o faz ter massa atômica de 17 u.m.a., enquanto o N2 tem 28 u.m.a., e o O2 32 u.m.a.), mas tendo um potencial grande para reter calor, contribuindo assim para o efeito estufa. Com uma grande importação de amônia para Marte, pode-se aumentar sua temperatura assim como a massa e composição de sua atmosfera.
A necessidade de um gás que ocupe o mesmo papel que o gás nitrogênio ocupa na atmosfera da Terra é um desafio que todos os potenciais construtores de atmosferas vão enfrentar. Há uma grande lacuna na composição atmosférica para algum gás que não interfira ou atrapalhe de modo algum na vida terrestre. No caso da Terra, este gás é o nitrogênio, constituindo 78% da atmosfera. Marte também exigiria algo similar, embora não seja necessário que este chegue a ocupar quase 4 quintos de sua atmosfera. A amônia, ao sofrer eletrólise, gera gás nitrogênio e gás hidrogênio, sendo um dos candidatos a fonte do nitrogênio requerido para a atmosfera marciana, além de servir como gás estufa.

### Importação de hidrocarbonetos
Outra maneira de criar uma atmosfera marciana seria importar metano (CH4) ou outros hidrocarbonetos, que são comuns na atmosfera e superfície do satélite natural saturnianoTitã; o metano poderia ser liberado na atmosfera onde atuaria para criar um efeito estufa. No entanto, como a amônia (NH3), o metano (CH4) é um gás relativamente leve. Na verdade, ela é ainda menos denso do que a amônia e, da mesma forma, seria perdido no espaço se fosse introduzido, mas a um ritmo mais rápido do que a amônia. Mesmo que um método possa ser encontrado para impedir que ele escape para o espaço, o metano pode existir na atmosfera marciana por um período limitado antes de ser destruído. As estimativas de sua duração variam de 0,6 a 4 anos.

### Importação de hidrogênio
Hidrogênio pode ser importado para a atmosfera, com a finalidade de colaborar para a formação da hidrosfera. Por exemplo, o hidrogênio poderia reagir com o óxido de ferro da superfície desértica de Marte, o que produziria água de acordo com a equação abaixo:
H2 + Fe2O3 → H2O + 2FeO
Dependendo da concentração de dióxido de carbono na atmosfera, a importação e reação do hidrogênio com o óxido de ferro das areias marcianas produziria calor, água e grafite através da reação de Bosch. Alternativamente, a reação do hidrogênio com a atmosfera de dióxido de carbono, de acordo com a reação de Sabatier, produziria água e metano.

### Uso de fluoretos
Como a estabilidade climática a longo prazo seria necessária para sustentar uma população humana, o uso de gases de efeito estufa que produzem flúor tem sido sugerido, possivelmente incluindo hexafluoreto de enxofre ou halocarbonos como os clorofluorcarbonos (ou CFCs) e perfluorcarbonos (ou PFCs). Estes gases são propostos para introdução na atmosfera porque produzem um efeito estufa muitas vezes mais forte que o do CO2. Isso pode ser feito enviando foguetes com cargas úteis de CFCs comprimidos em colisões com Marte. Quando os foguetes fosse destruídos na superfície, eles liberariam suas cargas na atmosfera. Uma quantidade constante desses "foguetes CFC" precisaria ser sustentada por pouco mais de uma década, enquanto Marte mudaria quimicamente e se tornaria mais quente. No entanto, seu tempo de duração devido à fotólise exigiria um reabastecimento anual de 170 quilotons, e eles destruiriam qualquer camada de ozônio.
A fim de sublimar as geleiras de CO2 no polo sul, Marte exigiria a introdução de aproximadamente 0,3 microbares de CFCs em sua atmosfera. Isso equivale a uma massa de aproximadamente 39 milhões de toneladas métricas. Isto é cerca de três vezes a quantidade de CFC fabricada na Terra de 1972 a 1992 (quando a produção de CFC foi proibida pelo tratado internacional). Levantamentos mineralógicos de Marte estimam a presença elementar de flúor na composição de Marte a 32 ppm em massa, contra 19,4 ppm na Terra.
Uma proposta para minerar minerais contendo flúor como fonte de CFCs e PFCs é apoiada pela crença de que, como esses minerais devem ser pelo menos tão comuns em Marte quanto na Terra, esse processo poderia sustentar a produção de quantidades suficientes de estufa, usando compostos (CF3SCF3, CF3OCF2OCF3, CF3SCF2SCF3, CF3OCF2NFCF3, C12F27N) para manter Marte a temperaturas "confortáveis", como um método de manutenção de uma atmosfera semelhante à Terra produzida anteriormente por outros meios.

### Uso de espelhos orbitais
Espelhos feitos de uma fina camada de PET aluminizado podem ser colocados em órbita em torno de Marte para aumentar a insolação total que o planeta recebe. Isto irá direcionar a luz do Sol sobre a superfície aumentando a temperatura do planeta diretamente. Os espelhos podem ser posicionados de modo estático, usando sua eficácia com uma vela solar em órbita para mantê-lo em uma posição estacionária em relação a Marte, sempre perto dos pólos, com o intuito de sublimar a camada de gelo de dióxido de carbono das calotas polares, contribuindo assim para aumentar o efeito estufa de Marte.

### Redução do albedo
Reduzir o albedo da superfície marciana também tornaria mais eficiente o uso da luz solar em termos de absorção de calor. Isso poderia ser feito espalhando a poeira escura dos satélites naturais de Marte, Fobos e Deimos, que estão entre os corpos mais negros do Sistema Solar; ou pela introdução de formas de vida microbianas extremófilas escuras, como líquens, algas e bactérias. O solo absorveria mais luz solar, aquecendo a atmosfera. No entanto, Marte já é o segundo planeta mais escuro do sistema solar, absorvendo mais de 70% da entrada de luz, isso implica que o escopo para escurecê-lo ainda é pequeno.
Se algas ou outra forma de vida verde fosse estabelecida, também contribuiria com uma pequena quantidade de oxigênio para a atmosfera, embora não o suficiente para permitir que os humanos respirassem. O processo de conversão para produzir oxigênio é altamente dependente da água, o CO2 é principalmente convertido em carboidratos. Além disso, em Marte o oxigênio atmosférico é perdido no espaço (ao contrário da Terra, onde há um ciclo de oxigênio), isso representaria uma perda permanente no planeta. Por ambas as razões, seria necessário cultivar essa vida dentro de um sistema fechado. Isso diminuiria o albedo do sistema fechado (assumindo que o crescimento tivesse um albedo menor do que o solo marciano), mas não afetaria o albedo do planeta como um todo.
Em 26 de abril de 2012, cientistas relataram que o líquen sobreviveu e mostrou resultados notáveis sobre a capacidade de adaptação da atividade fotossintética no tempo de simulação de 34 dias sob condições marcianas no Laboratório de Simulação de Marte (MSL) mantido pelo Centro Aeroespacial Alemão (DLR).
Uma questão final com a redução do albedo são as tempestades comuns de poeira em Marte. Elas cobrem todo o planeta por semanas, e não apenas aumentam o albedo, mas inibem a luz solar de alcançar a superfície. Foi observado que isso causa uma queda na temperatura superficial do planeta, da qual o mesmo leva meses para se recuperar. Uma vez que a poeira assenta, ela cobre qualquer coisa abaixo, e efetivamente inutiliza quais quer materiais que possam ser utilizados na redução do albedo.

## Termodinâmicas da terraformação
A energia total necessária para sublimar o CO2 da calota polar sul foi estimada por Zubrin e McKay em 1993. Se fossem usados espelhos orbitais, seriam necessários 120 MW-anos de energia elétrica para produzir espelhos grandes o suficiente para vaporizar as calotas polares. Este é considerado o método mais eficaz, embora o menos prático. Se forem usados poderosos gases de efeito estufa de halocarbono, uma ordem de 1 000 MW-anos de energia elétrica seria necessária para realizar esse aquecimento. No entanto, se todo esse CO2 fosse depositado na atmosfera, dobraria a pressão atmosférica atual de 6 mbar para 12 mbar, o que representa cerca de 1,2% da pressão média do nível do mar na Terra. A quantidade de aquecimento que pode ser produzida hoje, colocando até 100 mbar de CO2 na atmosfera é pequena, aproximadamente da ordem de 10 K. Além disso, uma vez na atmosfera, ela provavelmente seria removida rapidamente, seja por difusão no subsolo e adsorção, ou por condensação novamente nas calotas polares.
A temperatura da superfície ou atmosférica necessária para permitir que a água líquida exista não foi determinada, e a água líquida concebivelmente poderia existir quando as temperaturas atmosféricas fossem tão baixas quanto 245 K (-28 °C). No entanto, um aquecimento de 10 K é muito menor do que o necessário para produzir água líquida.